# فیشرزویل (ویرجینیا)
فیشرزویل (به انگلیسی: Fishersville) یک منطقهٔ مسکونی در ایالات متحده آمریکا است که در شهرستان آگاستا، ویرجینیا واقع شده‌است. فیشرزویل ۳۴٫۰ کیلومتر مربع مساحت و ۷٬۴۶۲ نفر جمعیت دارد و ۴۰۶ متر بالاتر از سطح دریا واقع شده‌است.